# Geoff Palmer
Sir Godfrey Henry Oliver Palmer (Saint Elizabeth, 9 aprile 1940 – Edimburgo, 12 giugno 2025) è stato un botanico e attivista giamaicano naturalizzato scozzese. Fu infine cancelliere e professore emerito presso la Scuola di scienze della vita dell'Università Heriot-Watt di Edimburgo.
Ha scoperto il processo di abrasione dell'orzo mentre era ricercatore presso l'Università Heriot-Watt sotto la guida della prof.ssa Anna M. Macleod. Nel 1998 è stato insignito dell'American Society of Brewing Chemists Award of Distinction, considerato il "premio Nobel della birra".
Nel 1989 è diventato il primo professore universitario di colore della Scozia. Ritiratosi nel 2005, conserva il titolo di professore emerito. È stato anche il primo docente universitario di colore a essere insignito del titolo di Knight Bachelor.

## Biografia

### Primi anni di vita e formazione
Godfrey Henry Oliver Palmer è nato a Saint Elizabeth, in Giamaica, il 9 aprile 1940. Suo padre ha lasciato la famiglia quando egli aveva sette anni. Dopo che sua madre si è trasferita in Inghilterra per lavorare come sarta nel 1948, diventando parte della generazione Windrush, quando molti caraibici lasciarono i loro paesi per andare a lavorare America settentrionale e in Europa, Palmer è cresciuto a Kingston sotto la cura delle sue otto zie. Lì ha frequentato la Kingston Senior School e la North Street Congregational School.
Nel marzo del 1955, poco prima del suo quindicesimo compleanno, ha raggiunto sua madre a Londra stabilendosi in una casa in Caledonian Road, nel borgo di Islington. Quando studiava all'Università Heriot-Watt ha raccontato di essere giunto come clandestino su una nave che trasportava banane dalla Giamaica a Londra. Troppo giovane per lavorare, è stato valutato come "educativamente subnormale" nella sua prima scuola ed è stato mandato alla Shelborne Road Secondary Modern. La sua abilità nel cricket gli è valsa un posto nella squadra delle scuole di Londra e un posto alla Highbury Grammar School. Dopo aver lasciato la scuola nel 1958 con sei livelli O e due livelli A, in botanica e zoologia, ha trovato lavoro come tecnico di laboratorio junior al Queen Elizabeth College dell'Università di Londra affiancando il professor Garth Chapman. Ha acquisito ulteriori qualifiche studiando un giorno alla settimana presso un politecnico locale.
Nel 1961 si è iscritto all'Università di Leicester conseguendo una laurea in botanica nel 1964. Ha quindi cercato lavoro e ha fatto domanda per studiare per un Master of Science presso l'Università di Nottingham finanziato dal Ministro dell'Agricoltura.

### Carriera accademica
Nel 1964, dopo un colloquio con la professoressa Anna Macleod, si è assicurato un posto per conseguire il dottorato di ricerca in scienza e tecnologia del grano in collaborazione con l'allora Heriot-Watt College e l'Università di Edimburgo. Ha iniziando il suo dottorato l'anno successivo. Il suo supervisore era il chimico Sir Edmund Langley Hirst. Nel 1967, dopo avere completato la sua tesi di dottorato intitolata Ultra-structure of cereal grains in relation to germination, nel 1968 ha cominciato il suo lavoro di ricerca presso la Brewing Research Foundation nel Surrey, dove ha lavorato sulla scienza e la tecnologia dell'orzo. Nel 1977 è tornato all'Università Heriot-Watt. Nel 1985 ha ottenuto il titolo di Doctor of Science e nel 1989, con il ritiro della prof.ssa Macleod, gli è stata offerta una cattedra personale.
Palmer è specializzato nella scienza dei cereali e ha una vasta esperienza con l'orzo, il sorgo, gli altri cereali e il malto, avendo scritto un libro di testo sull'argomento intitolato Cereal Science and Technology. Ha studiato i processi che trasformano l'orzo in malto e ha inventato il processo di abrasione dell'orzo mentre era alla Brewing Research Foundation. Alla Heriot-Watt, lui e i suoi studenti hanno lavorato sulla produzione della birra utilizzando il sorgo. Ha sviluppato un nuovo e semplice metodo per rilevare la pre-germinazione nei chicchi di cereali mostrando differenze nelle azioni di amilasi dei singoli chicchi di un campione di orzo contenente diversi gradi di pre-germinazione, con risultati che possono essere espressi in densità ottica. Nella rivista International Brewer and Distiller, è stato riferito che Palmer aveva "richiesto campioni di cereali pre-germinati mentre stava sviluppando un nuovo test dell'amilasi che analizzerà la distribuzione dell'enzima nei singoli cereali in un campione. Un piccolo numero di cereali, con un'elevata attività di amilasi/pre-germinazione, possono causare problemi di conservazione o lavorazione imprevisti e le analisi visive o basati sui calcoli di valori medi non sempre identificano una distribuzione non uniforme".
Ha attirato e ricevuto finanziamenti per creare il Centro internazionale per la produzione di birra e la distillazione presso l'Università Heriot-Watt, avviando contatti con l'industria della distillazione. Ha anche contribuito all'Encyclopedia of Seeds e allEncyclopedia of Grain Science, scrivendo la prefazione di quest'ultima.
Il 29 aprile 2021 è stato annunciato che Sir Geoff Palmer era stato nominato cancelliere dell'Università Heriot-Watt per un mandato iniziale di cinque anni. Il ruolo è centrale per promuovere l'importanza e il profilo dell'ateneo nella ricerca nei campus universitari in Scozia, in Malaysia e a Dubai.

## Opinioni

### Lavoro sui diritti umani e sull'uguaglianza razziale
Oltre al suo lavoro accademico, Palmer è anche un importante attivista per i diritti umani ed è coinvolto in una notevole quantità di opere di beneficenza nella comunità. Ha scritto una serie di articoli per il Times Educational Supplement dal 1969 al 1971 sul modo di migliorare l'istruzione dei bambini appartenenti alle minoranze etniche. Nel 2001 ha pubblicato il suo libro sulle relazioni razziali intitolato Mr. White and the Ravens e ha contribuito con un articolo sul numero del 5 gennaio del 2012 di The Scotsman intitolato Stephen Lawrence analysis: Society is more mixed but racism has not gone away - we still have a long way to go. Palmer è anche autore di un libro sulla storia della schiavitù, The Enlightenment Abolished: Citizens of Britishness, pubblicato nel 2007, e si è espresso ampiamente contro la tratta degli schiavi.
Nel 2007, nel bicentenario dell'approvazione da parte del Parlamento dello Slave Trade Act del 1807, che ha abolito la tratta degli schiavi, il professor Palmer è stato nominato tra i "100 grandi britannici di colore", venendo confermato nell'elenco aggiornato del 2020.
Ricopre il ruolo di presidente onorario dell'Edinburgh and Lothians Regional Equality Council (ELREC), un'organizzazione con sede a Edimburgo che lavora per affrontare la discriminazione e promuovere i diritti umani e l'uguaglianza nella comunità, in particolare per quanto riguarda le nove caratteristiche protette delineate nell'Equality Act del 2010. Palmer ha recentemente parlato della codifica etnica nel servizio sanitario nazionale scozzese al 40º incontro generale annuale dell'ELREC.

### Monumento a Melville e opinioni sulla schiavitù
Durante le proteste seguite alla morte di George Floyd, Palmer è stato uno dei principali sostenitori della richiesta di reinterpretare il Melville Monument una grande colonna in St Andrew Square a Edimburgo dedicata allo statista scozzese Henry Dundas, I visconte Melville, a causa del suo sostegno alla "graduale abolizione", che ritardò l'abolizione del tratta degli schiavi di quindici anni. Sottolineando che non sosteneva la rimozione di statue controverse "perché [fanno] parte della storia delle persone di colore", Palmer ha invece invitato la società scozzese a "eliminare [...] il razzismo". Il 4 aprile del 2021 ha partecipato a una puntata del programma Antiques Roadshow della BBC, presentando la sua collezione antica di zuccheriere e pinze d'argento. Nel programma, ha descritto l'importanza di questi elementi per la schiavitù: "Dopo la commemorazione dei 200 anni dell'abolizione della tratta degli schiavi ho deciso di considerare lo zucchero, perché era uno dei motivi principali della schiavitù. Ho pensato che avrei trovato qualche prova di ciò e acquisito questi oggetti d'argento. Mentre gli schiavi lavoravano e morivano, le persone [...] consumavano lo zucchero, in quelle ciotole e con quelle pinze. Per me, quelle ciotole d'argento ci parlano del tipo di cose che facciamo per fare soldi e per avere uno stile di vita che pensiamo di meritare".

## Vita privata
Palmer visse nella città di Penicuik nel Midlothian dal 1977. Fu sposato con la psicologa dell'educazione Margaret Palmer ed ebbe tre figli.

## Premi e mezzi di comunicazione
In riconoscimento del suo lavoro e dei risultati ottenuti nel campo della scienza del grano, nel giugno del 2003 è stato nominato ufficiale dell'Ordine dell'Impero Britannico.
Nel 1998, Palmer è diventato il quarto individuo e il primo europeo a essere insignito del premio dell'American Society of Brewing Chemists (ASBC) per le sue ricerche scientifiche e la buona cittadinanza. Ha ricevuto il premio a Boston nel 2008.
Ha ricevuto dottorati honoris causa dall'Università Abertay di Dundee nel 2009, dall'Università Open di Milton Keynes il 29 maggio 2010, dall'Università delle Indie occidentali di Mona nel 2015 e dall'Università Heriot-Watt di Edimburgo nel 2015.
Nel settembre del 2011 è stato insignito della cittadinanza onoraria del Midlothian.
Nel 2014 è stato insignito del titolo Knight Bachelor per i servizi ai diritti umani, alla scienza e alla beneficenza.
Nell'agosto del 2015 è stato ospite dell'intervistatore Jim Al-Khalili nel programma della BBC Radio 4 The Life Scientific.
Nel 2020 Palmer è stato insignito del titolo di commendatore dell'Ordine di Distinzione.
Il 14 novembre 2022 ha ricevuto l'Edinburgh Award dal Consiglio comunale di Edimburgo.
Nel dicembre del 2022, con il Lord President della Court of Session, Colin Sutherland, lord Carloway, Palmer ha svelato una targa commemorativa del caso Knight v Wedderburn del 1778 la cui sentenza stabilì che la schiavitù era incompatibile con la legge scozzese.
Il 10 marzo 2024 re Carlo III lo ha nominato cavaliere dell'Ordine del Cardo.

## Opere
- Ultra-structure of cereal grains in relation to germination, Edimburgo, University of Edinburgh, 1967. URL consultato il 24 marzo 2024.
- Cereal science and technology, Aberdeen, Aberdeen University Press, 1989,  pp. xxv, 463, ISBN 978-0080350646. URL consultato il 24 marzo 2024.
- Mr White and the ravens, Elgin, Gopher, 2001,  p. 37, ISBN 978-9076953274. URL consultato il 24 marzo 2024.
- The enlightenment abolished: citizens of Britishness 1562-1807-1834-1838, Penicuik, Henry Pub., 2007,  p. 152, ISBN 978-0954951948. URL consultato il 24 marzo 2024.